# Organické sloučeniny molybdenu
Organické sloučeniny molybdenu jsou organokovové sloučeniny obsahující vazby mezi atomy uhlíku a molybdenu.

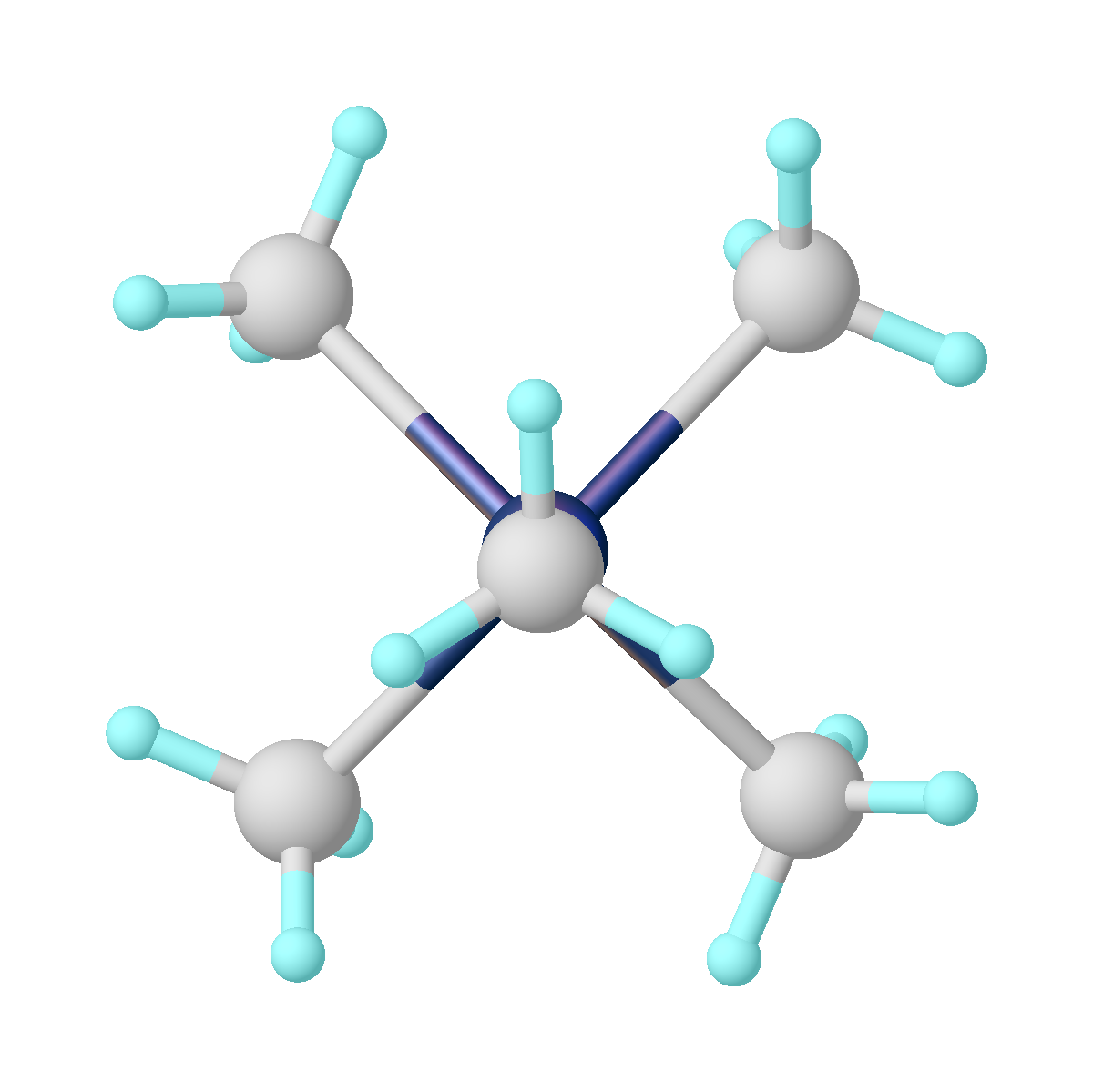
Struktura jednoduché organomolybdenové sloučeniny Mo(CH_{3})_{5}

Organokovové sloučeniny molybdenu a wolframu mají podobné vlastnosti jako odpovídající sloučeniny chromu, lehčího prvku 6. skupiny, ovšem častěji se u nich vyskytují vyšší oxidační čísla.

## Mo^{0} a nižší oxidační čísla

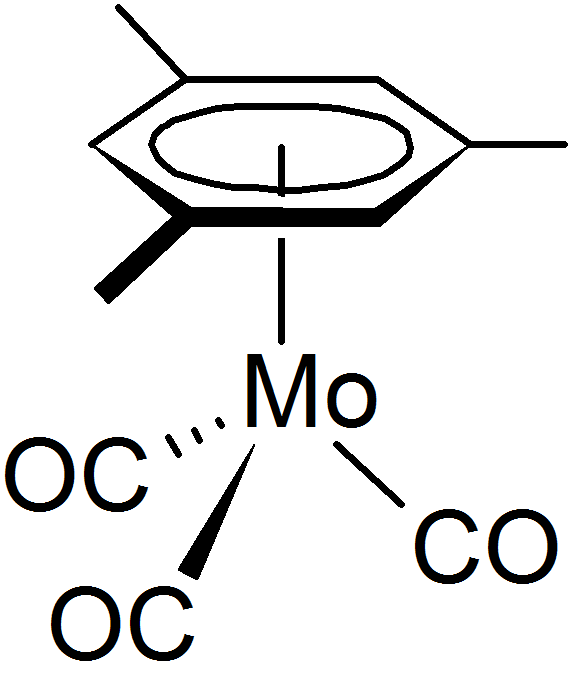
Struktura trikarbonylu (mesitylen)molybdenu

## Mo0a nižší oxidační čísla
Hexakarbonyl molybdenu lze použít na přípravu mnoha substituovaných derivátů, například reakcí s organolithnými sloučeninami vznikají acylové anionty, jež mohou být O-alkylovány za vzniku Fischerových karbenů.
Mo(CO)6 reaguje s areny za tvorby polosendvičových sloučenin, jako je například trikarbonyl (mesitylen)molybdenu. Trikarbonyl cykloheptatrienmolybdenu, podobný (aren)Mo(CO)3, reaguje s tritylovými solemi na komplexy cykloheptatrienylu:
(C7H8)Mo(CO)3 + (C6H5)3C+ → [(C7H7)Mo(CO)3]+ + (C6H5)3CH

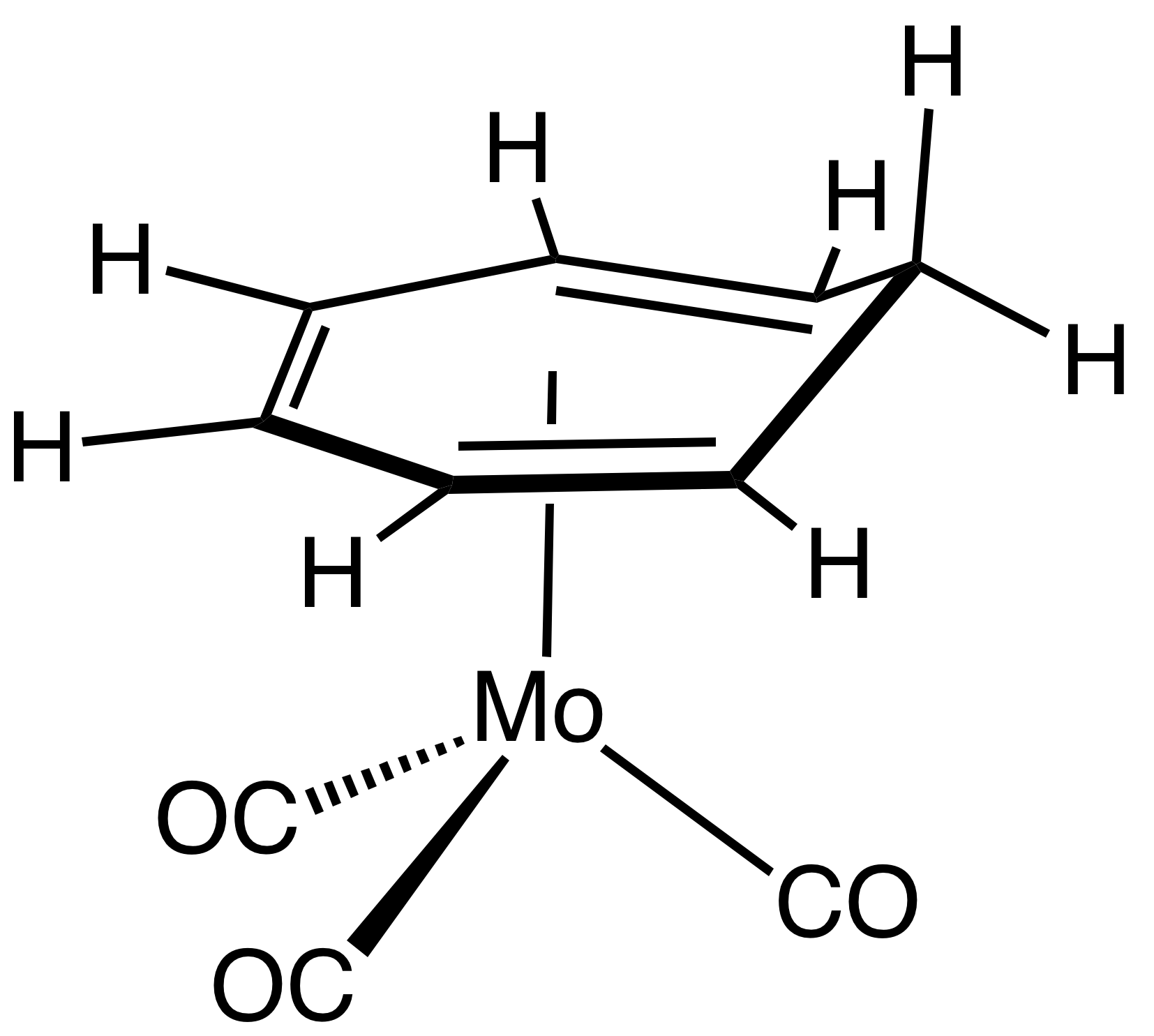
Struktura trikarbonylu cykloheptatrienmolybdenu

Redukcí Mo(CO)6 se tvoří [Mo(CO)5]2−, obsahující molybden v oxidačním čísle −II.
Sloučeniny Mo0 neobsahující CO, jako jsou bis(benzen)molybden (Mo(C6H6)2) a tris(butadien)molybden, mívají oproti karbonylovým silnější redukční vlastnosti a jsou kineticky méně stálé.
Získány mohou být syntézou z par kovu a redukcemi z chloridu molybdeničného.

## Molybdenaté sloučeniny
Halogenacemi Mo(CO)6 vznikají molybdenaté karbonylhalogenidy, které také lze použít na přípravu dalších sloučenin. Takovou skupinou sloučenin jsou například (C5R5)Mo(CO)3X (X = halogenid, hydrid, alkyl), odvozené od dimeru trikarbonylu cyklopentadienylmolybdenu.
Z octanu molybdenatého a methyllithia lze připravit Li4[Mo2(CH3)8].

## Molybdeničité sloučeniny
Sloučeniny s obecným vzorcem Cp2MoX2 molybdocendichlorid (X = Cl) a molybdocendihydrid (X = H) jsou analogy ansa-metalocenů.

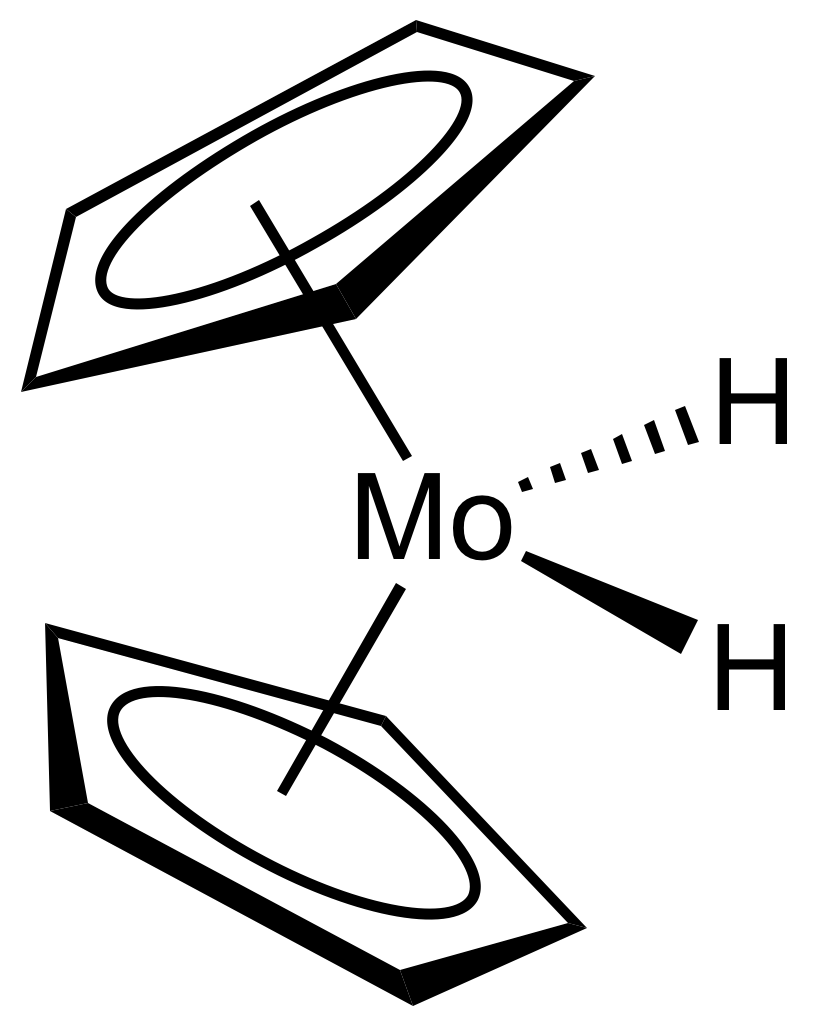
molybdocene dihydrid

## Molybdeničné a molybdenové sloučeniny
Jsou známy Mo(CH3)5, Mo(CH3)6 a soli [Mo(CH3)7]−.
Oxo a imidové (RN=) ligandy byly nalezeny u několika komplexů molybdenu ve vysokém oxidačním čísle, jako jsou komplexy typu (C5R5)MoO2X.
Schrockovy katalyzátory metateze alkenů založené na molybdenu obsahují Mo6+ centra a alkoxidové, alkylidenové a imidoligandy.
Neopentylidynové komplexy molybdenu se stericky ovlivněnými fenoláty nebo rozvětvenými fluorovanými alkoxidy se dají použít ke katalýze metatezí alkynů, ovšem oddělení katalyzátorů od reakční směsi je obtížné.
Trisalkoxid označený na následujícím obrázku 17 je aktivní za pokojové teploty.
Podobný komplex 18, původně vyvinutý pro stechiometrická odštěpování dusíku, má ještě více možností využití.
Reakcí komplexu 18 s dichlormethanem v toluenu vznikají jako hlavní produkty methylidynový komplex 19 a monochlorid 20. Při zkombinování komplexu 18 a dichlormethanu lze použít široké rozmezí polárních skupin, jako jsou aminy a thioethery, které deaktivují Lewisovsky kyselejší skupiny, mimo jiné Schrockovy komplexy. Na základě tohoto zjištění proběhly pokusy o použití vyšších gem-dichloridů (RCHCl2) jako aktivačních činidel, která by navyšovala životnost katalyzátoru. Zpětné přeměny chloridového vedlejšího produktu se dosáhlo přidáním hořčíku do reakční směsi. Po výměně ligandů za ty s nedostatkem elektronů, například p-nitrofenolové, byl získán vysoce aktivní katalyzátor 22, jenž měl mnoho možných využití, například v makromolekulární chemii a materiálových vědách.
Alkoholýzou 21 s tridentátním ligandem došlo k rozšíření spektra substrátů o prodloužení živostnosti.
I přes výhodné vlastnosti je třeba s komplexem 18 nakládat opatrně. Tato sloučenina je nejen velmi citlivá na oxidaci a hydrolýzu, ale také dokáže štěpit molekulový dusík.
Komplexy nitridů molybdenu s Ph3SiO ligandy jsou účinnými a odolnými prekatalyzátory metatezí alkynů.
Tyto vlastnosti vedly ke zjištění, že alkylidyny molybdenu s Ph3SiO ligandy jsou velmi aktivní. K dalšímu vylepšení jejich využitelnosti, stability a aktivity byly nalezeny postupy přímé přípravy alkylidynů namísto využívání jejich nitrilových protějšků. Komplexací s 1,10-fenantrolinem lze vytvořit sloučeninu 27, která je prekatalyzátorem na vzduchu stabilním a v roztocích lehce aktivovatelným chloridem manganatým nebo zinečnatým.

## Organické sloučeniny wolframu
Jsou popsány wolframové analogy téměř všech známých organických sloučenin molybdenu. Jako příklady lze uvést hexamethylwolfram a analogy Schrockových katalyzátorů metateze alkenů.
Řada wolframových katalyzátorů metateze alkynů má obecný vzorec [X3W≡CR]. Jejich aktivitu ovlivňují ligandy.
Příprava těchto katalyzátorů se zpravidla provádí reakcemi neopentylových Grignardových činidel s wolframovými prekurzory a následnou alkoholýzou alkylových ligandů.
Komplex 3 může vyměnit ligandy s lithnými solemi a vytvoří tak katalyzátory Schrockova typu (komplex 4). Komplex 4 může být také vytvořen štěpením vnitřního alkynu wolframitým komplexem, jako je 5.
Komplexy 2 a 3 nemohou zprostředkovávat metateze vnitřních alkynů, příslušný mechanismus je na následujícím obrázku znázorněn vpravo. Sloučenina 6 (pokud X není OR) může reagovat se dvěma ekvivalenty alkynu na komplex 7. Tento komplex následně projde „asociativní drahou“ za vzniku metalabenzenového komplexu 8., jenž vytvoří polymerizovanou sloučeninu nebo cyklopentadienylový komplex s redukovaným wolframovým centrem.
12 elektronů u wolframového centra Schrockova katalyzátoru poskytuje Lewisovskou kyselost, která omezuje využitelnost těchto katalyzátorů, Schrockův katalyzátor například není schopen metatezovat substráty obsahující donorové nebo zásadité skupiny, jako jsou aminy a thioethery. Skupiny citlivé na kyseliny, jako jsou acetaly, mohou být zničeny. Nahrazením terc-butoxidových ligandů fluorovanými alkoxidy Lewisovskou kyselost dále posiluje. Reakce by měla probíhat lépe při heteroleptickém prostředí okolo wolframového centra, například komplex 13 je natolik aktivní, že dostačuje jeho použití v 1–2 mol%, také může být použit s mnoha různými funkčními skupinami.

## Použití
Molybdenové katalyzátory se používají při metatezích alkenů.
Alkylidynové komplexy trisamidomolybdenu mohou katalyzovat metateze alkynů.
Při Kauffmannově alkenaci reaguje chlorid molybdenitý s methyllithiem za vzniku organokovového komplexu, který může alkenovat karbonyly.